# 拉斯薩瓦納斯
拉斯薩瓦納斯（西班牙語：Las Sabanas），是尼加拉瓜的城鎮，位於該國北部，由馬德里斯省負責管轄，始建於1942年，面積65平方公里，海拔高度1,296米，2005年人口4,136，人口密度每平方公里63.63人。
13°21′N 86°37′W / 13.350°N 86.617°W